# Gasteria nitida var. armstrongii
Gasteria nitida var. armstrongii, una variedad de Gasteria nitida, es una  planta suculenta perteneciente a la familia Xanthorrhoeaceae. Es originaria de Sudáfrica.

## Descripción
Es una planta herbácea perennifolia, suculenta que alcanza un tamaño de 6 a 20 cm de altura, a una altitud de 1000 metros en Sudáfrica.

## Taxonomía
Gasteria nitida var. armstrongii fue descrita por (Schönland) van Jaarsv. y publicado en Aloe 29: 12, en el año 1992.
Sinonimia
- Gasteria armstrongii Schönland basónimo[4]